# Rakuten Viki
Rakuten Viki – amerykańska platforma oferująca dostęp do filmów i seriali poprzez media strumieniowe. Została uruchomiona w 2007 roku pod nazwą Viki.
W 2013 roku serwis stał się częścią grupy Rakuten z siedzibą w Tokio.